# Livro-jogo

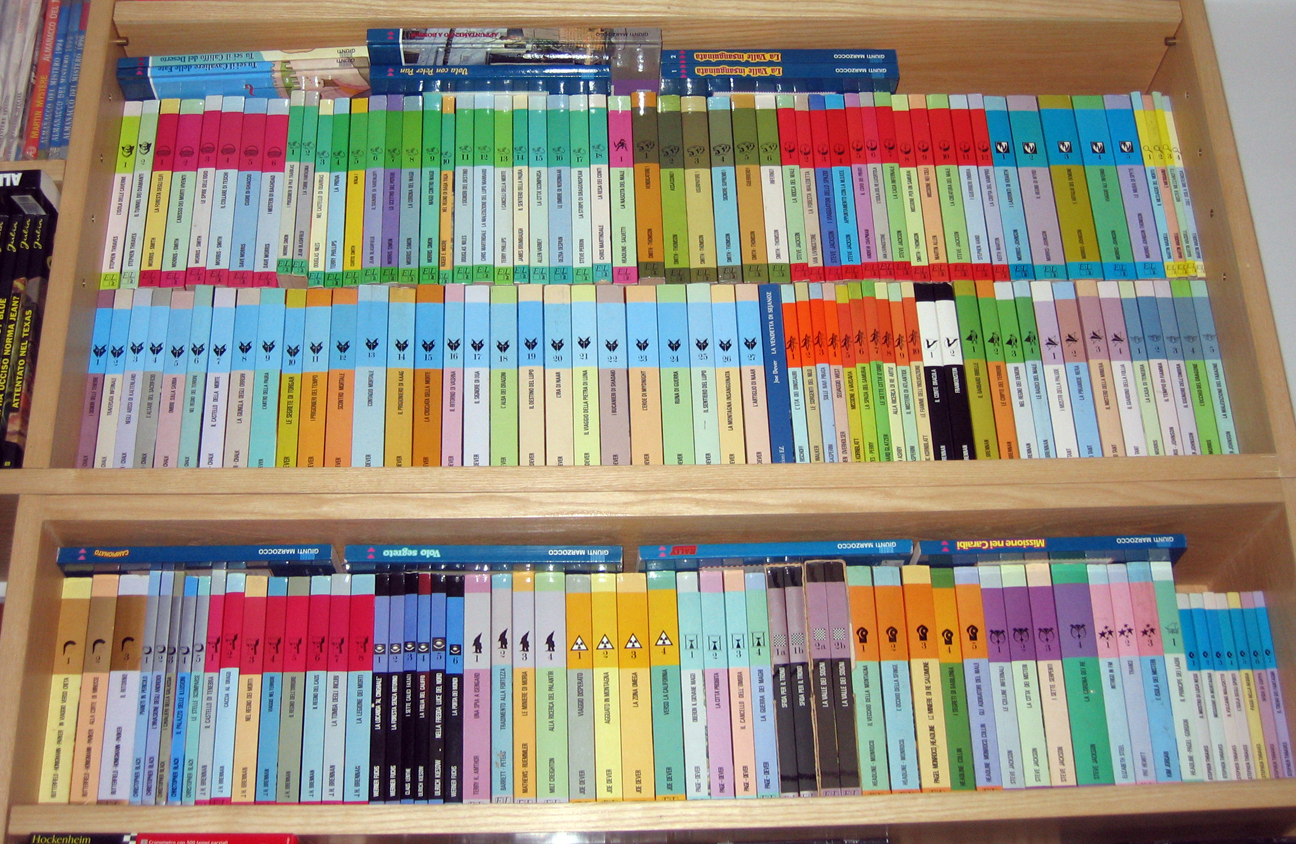
Uma coleção livro-jogos

Um  livro-jogo (também conhecido como "aventura solo") é uma obra de ficção, que permite que o leitor participe da história, fazendo escolhas eficazes.
O Feiticeiro da Montanha de Fogo, primeiro livro da série Aventuras Fantásticas (Fighting Fantasy no original), que uniu o conceito dos livro-jogos ao dos RPGs, essa modalidade de livro-jogo é composto de aventuras que se pode jogar sozinho, uma alternativa aos jogos de RPG que exige um grupo de pessoas para jogar. Acontece de pessoas começarem a jogar livros-jogos para depois passarem ao RPG. Existem diversas vantagens em uma aventura-solo. A mais evidente, é a ausência da necessidade de um grupo para jogar. O fato de já existir uma história pronta em certas circunstâncias também pode ser considerado como um ponto positivo, uma vez que mestres inexperientes poderiam ainda não conseguir criar uma boa história.
Existem também desvantagens. O primeiro ponto é a linearidade. Embora você possa fazer multiplas escolhas durante o jogo, suas opções já estão definidas no livro. Você não pode fazer o que quiser, pode apenas escolher o que fazer dentro das escolhas que o livro te oferece. Também a ausência de outros jogadores tira grande parte da riqueza do jogo, do contato social que é um ponto considerado importante pela maioria dos jogadores de RPG. Salvo raras exceções, não costuma existir muita continuidade - uma aventura solo acaba assim que você termina o livro, não podendo se transformar em uma campanha como um RPG comum.

## Funcionamento

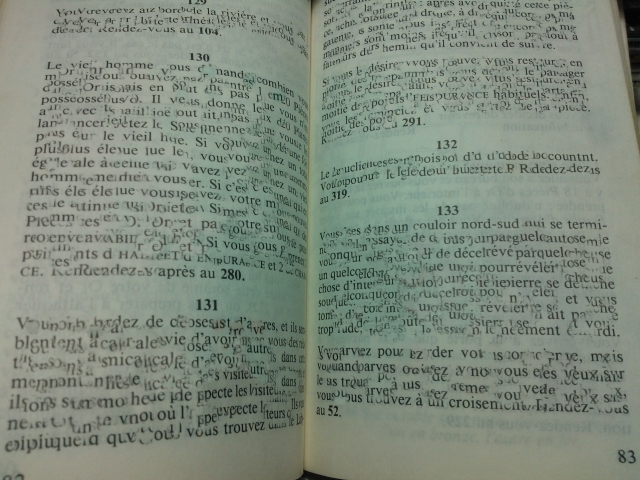
Exemplo de páginas em um livro-jogo

Os livro-jogos funcionam de uma forma simples. O livro possui diversas regras sobre como você deve montar o seu personagem de jogo, de uma forma bem semelhante ao RPG convencional. Normalmente inclui um sistema de magias, um sistema de combate, criação de um personagem, escolha dos itens que ele terá inicialmente - tudo o que um aventureiro iniciante teria em qualquer sessão de RPG. Após a criação do personagem, você é direcionado ao início da história do livro.
Em cada página ou trecho do livro, há uma parte da história sendo contada. Sempre se começa pela página ou trecho 1. Depois dessa leitura introdutória, em que o leitor já é colocado como personagem principal da história, são oferecidas algumas opções a ele sobre o rumo que ele deseja ter em sua aventura. Cada uma dessas escolhas direciona o jogador para outro trecho específico, e ele deve pular diretamente para ele (ignorando todos os trechos intermediários ou páginas entre eles). Por exemplo, a parte 1 pode terminar assim:
- Se quiser seguir o velho camponês para ver aonde ele vai, vá para a parte 3.
- Se preferir voltar para casa, vá para a parte 15.
- Se quiser sentar e esperar, vá para a parte 71.

Assim o livro progride. É muito comum que o jogador possa "vencer" a aventura sem passar por todos os trechos. Isso acontece porque cada escolha do jogador leva para consequências diferentes, então ele passa por diferentes desafios para completar sua aventura (podendo em alguns casos, ter diferentes finais para ela). Normalmente seria necessário se jogar várias vezes o mesmo livro-jogo para passar por todas as situações descritas, escolhendo todas as opções possíveis.
É comum também que essas escolhas sejam influenciadas pelos itens ou habilidades que o personagem escolheu em sua criação, ou mesmo durante a aventura. Em determinado momento, o jogador pode se deparar com uma situação como a seguinte:
- Se você tiver o item mágico "Olho do Falcão", vá para a parte 210.
- Se você não tiver o item, mas possui a perícia "Rastreamento", vá para a parte 19.
- Caso contrário, vá para a parte 101.

Por isso, seu personagem só conseguirá passar por determinadas partes de uma aventura dependendo das características escolhidas em sua criação, ou aos itens ou habilidades que ganhou durante a própria aventura. Isso aumenta bastante a diversão uma vez que permite que o jogo tenha uma vida útil maior, mas não acaba com a linearidade - uma vez que várias partes do livro são usadas várias vezes pelos diferentes "caminhos" que sua aventura toma.

## História

### Origens
Existem vários exemplos de primeiras obras de arte com narrativas ramificadas. O romance romântico Consider the Consequences! de Doris Webster e Mary Alden Hopkins foi publicado nos Estados Unidos em 1930 e possui "uma dúzia ou mais" de finais diferentes dependendo do "gosto de cada leitor". A peça Night of January 16th de 1936 de Ayn Rand, sobre um julgamento, é incomum porque membros do público são escolhidos para fazer o papel do júri e dar um veredicto, que então influencia o final da peça: culpado ou inocente.
Também muito cedo, a possibilidade de as histórias se ramificarem em vários caminhos diferentes foi sugerida por Jorge Luis Borges no seu conto "Examen de la obra de Herbert Quain" (1941). Esta história apresenta um autor cujo romance é uma história de três partes contendo duas ramificações e nove finais possíveis.. Outra história de Borges, intitulada "El jardín de senderos que se bifurcan" (1941), também descreve um livro com narrativa labiríntica, que pode ter inspirado o formato do livro-jogo. O livro infantil Treasure Hunt, publicado em 1945 na Grã-Bretanha sob o nome de "Alan George" (provavelmente um pseudônimo), é outro exemplo inicial de uma história com múltiplos caminhos para o leitor seguir..
Os materiais de aprendizagem programados, propostos pela primeira vez por B.F. Skinner, foram reconhecidos como uma influência inicial no desenvolvimento de livros de caminhos ramificados. Este método de aprendizagem foi aplicado pela primeira vez na série de livros didáticos interativos TutorText, publicada do final da década de 1950 até o início da década de 1970. Esses livros apresentam ao leitor uma série de problemas relacionados a uma determinada área de estudo, permitindo-lhe escolher entre diversas respostas possíveis. Se a resposta a um problema estiver correta, o leitor passa para o próximo problema. Se a resposta estiver incorreta, o leitor recebe feedback e é solicitado a escolher uma resposta diferente. Essa técnica educacional formaria a base para muitas séries posteriores de livros-jogos narrativos.

Durante a década de 1960, autores de diversos países começaram a experimentar ficções que continham múltiplos caminhos e/ou finais. Algumas obras literárias nesse sentido incluem o romance em francês L'ironie du sort (1961) de Paul Guimard, os romances em espanhol Rayuela (1963) de Julio Cortázar e Juego de cartas (1964) de Max Aub, e as obras do grupo literário francês conhecido como Oulipo(1967). Outros experimentos iniciais incluem os contos "Alien Territory" e "The Lost Nose: a Programmed Adventure" (ambos de 1969) de John Sladek, o romance The French Lieutenant's Woman (1969) de John Fowles, e a coleção de contos intitulada Tante storie per giocare (Muitos contos para brincar, 1971) do autor italiano Gianni Rodari.
Tomadas em conjunto, estas influências podem ter contribuído para o desenvolvimento de vários livros-jogos pioneiros nas décadas de 1960 e 1970. Esses incluem Lucky Les de E.W. Hildick (1967), State of Emergency de Dennis Guerrier e Joan Richards (1969),o livro em sueco Den mystiska påsen (The Mysterious Bag, 1970) por Betty Orr-Nilsson, e o livro em francês Histoires comme tu voudras (Histórias como você as deseja, 1978) de Marie-Christine Helgerson, entre outros(Editado)Restaurar original.

## Exemplos de livros
Eles possuem diferentes mecânicas, alguns usam dados, outros não precisam, outros você sequer precisa de uma ficha de personagem. Alguns desses exemplos são:

### Aventura em dobro
As séries de livros com aventuras solo proliferaram a ponto de propiciar aventuras intercaladas, onde dois ou mais livros eram necessários para desenvolver a trama.
Um exemplo foi a dupla de livros "Irmãos de Sangue" de Steve Jackson e Ian Livingstones, onde cada livro conta a trajetória de um irmão, e em várias partes dos livros é necessária a interação conjunta para decifrar o próximo destino.

### Sem uso de dados
Séries "Escolha sua aventura” e “E agora você decide" da Ediouro
Alguns exemplos:
- A Gruta do Tempo, de Edward Packard, com adaptação de Orígenes Lessa
- Sobrevivência em Alto Mar, de Edward Packard, com adaptação de Cordélia Dias de Aguiar

### Utilizando um dado de seis faces
- O Herói da Copa, de Alex Vides, pela Editora Marques Saraiva

#### Utilizando uma ficha de personagem e dois dados de seis faces
- O Demônio do Rei - As Aventuras de Robin Hood (Richard Carpenter), de Graham Staplehurst, tradução de Sylvio Gonçalves, pela Editora Ediouro

-Pela Editora Marques Saraiva e pela Jambô Editora:
Série Aventuras Fantásticas/Fighting Fantasy
- A Cidadela do Caos, de Steve Jackson
- O Feiticeiro da Montanha de Fogo, de Steve Jackson
- O Templo do Terror, de Ian Livingstone
- A Floresta da Destruição, de Ian Livingstone
- Robô Comando, de Steve Jackson e Ian Livingstone
- A Nave Espacial Traveller, de Steve Jackson

Série Lobo Solitário, de Joe Dever
- Fuga da Escuridão
- Mar em Chamas
- As Cavernas de Kalte
- Abismo da Perdição

Coleção Você  é o Herói (Endless Quest da TSR, Inc.) pela Abril Jovem
- O Castelo dos Morto-Vivos (Castle of the Undead) de Nick Baron
- O Segredo do Djinn (Secret of Djinn) de Jean Rabe
- A Torre do Olho do Dragão (The Siege of the Tower) de Kem Antillies
- Cavaleiros do Futuro (American Knights) de Nick Pollotta

Série Aventuras na Terra-Média, versão de Middle-earth Quest, inspirado na obra de J.R.R. Tolkien, publicada em 1995, pela Ediouro, que havia lançado o RPG Senhor dos Anéis - Jogos de Aventura. 
- Um espião em Isengard
- Traição no abismo de Helm
- Minas de Moria
- Em busca do Palantir

Além de Fighting Fantasy, a Jambô publicou a série brasileira "Viver ou Morrer" de Athos Beuren e "Seu Turno: A Aventura Começa" de Éder Gil, um misto de história em quadrinhos e livro-jogo. 
Em 2015, lançou Ataque a Khalifor de Guilherme Dei Svaldi, primeiro livro-jogo baseado no RPG brasileiro Tormenta, publicado pela editora desde 2005.
Viver ou Morrer
- Viver ou Morrer Vol. 1
- Viver ou Morrer Vol. 2[32]

- Seu Turno: A Aventura Começa

Tormenta
- Ataque a Khalifor [33]
- O Senhor das Sombras [34]
- O Labirinto de Tapista [35]